# 氣態巨行星

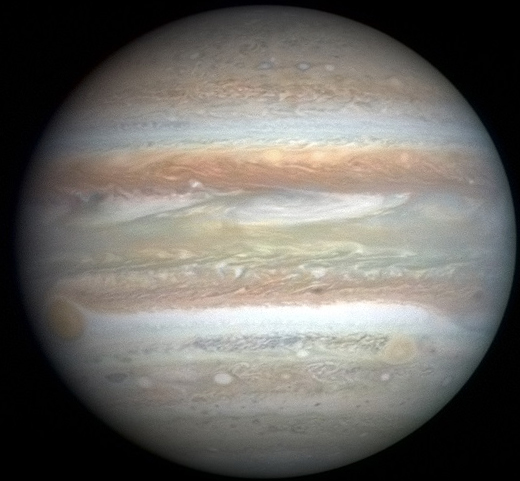
木星

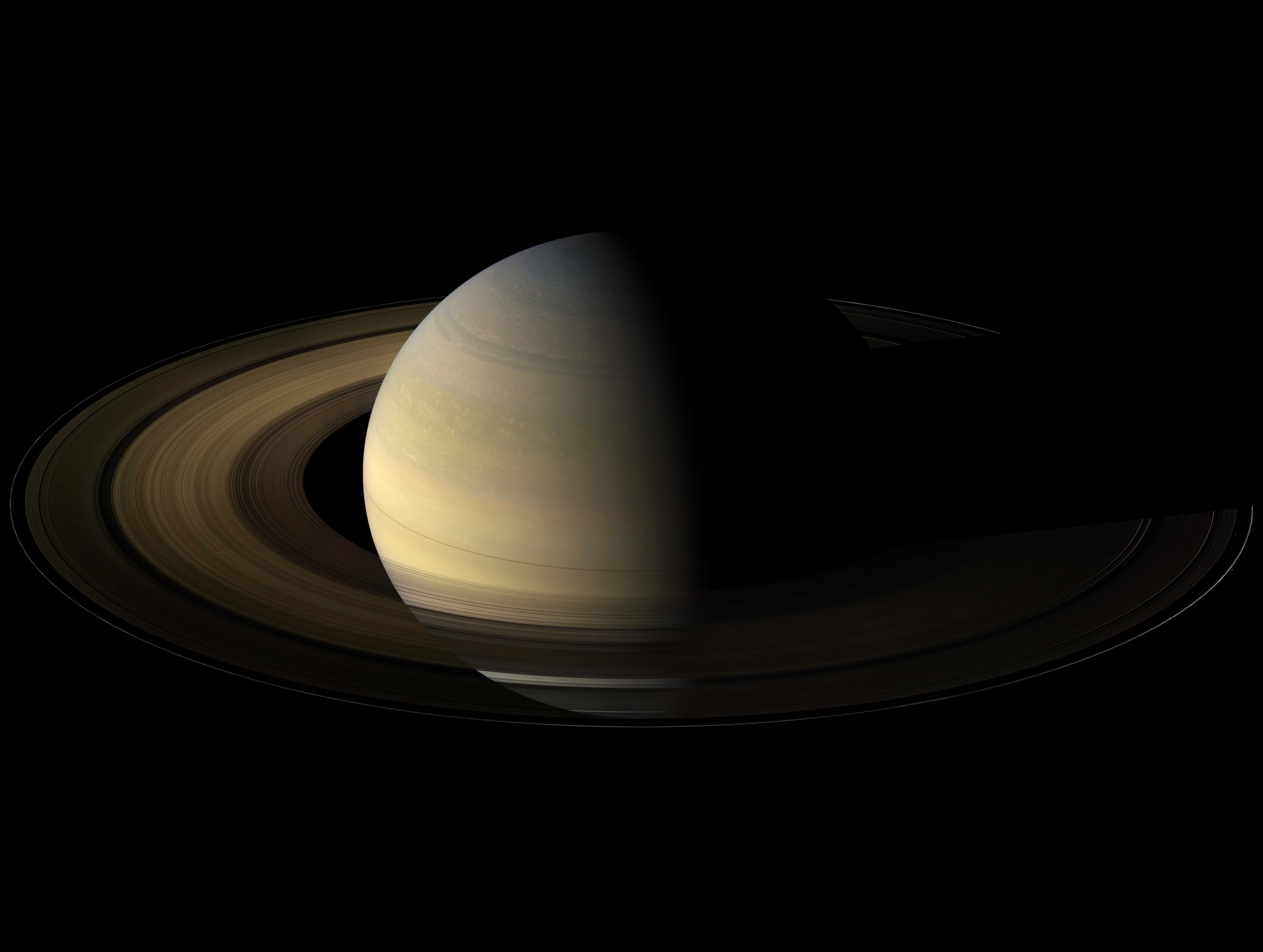
土星

氣態巨行星（英語：Gas Giant，又稱類木行星）是主要由氫和氦組成的巨行星。太陽系的木星和土星是氣態巨行星。「氣態巨行星」起初原本是「巨行星」的代名詞（同義詞），但是1990年代学界意识到天王星和海王星是与气态巨行星不同性質的巨行星，主要是較重的揮發性物質（其性質與冰類似），因此稱它們是冰巨行星。木星和土星主要由氫和氦組成，更重的其它元素大約分別佔3%和13%。它們被認為外層是分子氫包圍著液態的金屬氫，可能有著熔融的岩石核心。最外面的一層是氫的大氣層，其特點是可見多層由水和氨組成的雲。金屬氫組成了每顆巨大的氣態巨行星，之所以會被稱為金屬是因為非常大的壓力使氫變成導電體。氣態巨行星有著「外冷內熱」的特質，他們的核心被認為有高溫（20,000K）和高壓，但對它們的屬性了解甚少。

## 專門名詞
「氣態巨行星」這個名詞是科幻小說家詹姆斯·布利希在1952年創造出來的，當時是指所有的巨行星，但這個名詞不完全精確，因為所有體積巨大的巨行星內部都有很高的壓力，所以物質不會全部都是氣體的形態；除了在核心的固體和大氣層的上層，所有的物質都是在臨界點以上，在那裏沒有液體和氣體之間的區別。在敘述上之所以使用這個名詞是因為行星科學家通常使用岩石、氣體和冰的速記符號來描述所發現行星的元素、成分和分類，而不管那些物質的位相；在外太陽系的屬性歸類上，氫和氦為氣體，水、甲烷和氨為冰，矽酸鹽和金屬為岩石。此外，天王星和海王星的成分主要是在此分類中所謂的冰，而不是氣體，所以越來越多的科學家將它們歸類為冰巨行星，與氣態巨行星有所區別。

## 系外行星

### 冷氣態巨星
低溫、富含氫氣的氣態巨行星，但質量低於500地球質量（1.6木星質量），體積只會略大於木星。質量超過500地球質量，重力會導致行星的收縮（參見簡併物質）。
開爾文-亥姆霍茲加熱會導致一顆氣體巨行星輻射出比從母恆星接收到的更多的能量。

### 氣態矮行星
雖然是氣態和巨大兩個單詞的結合，但氫行星家族並不都需要像太陽系的氣態巨行星一樣的巨大。然而較小的氣態巨行星和行星，接近它們的母恆星時會比大的行星更快的流失其大氣層的質量。
氣態矮行星可以定義為有著由氫、氦、和其它揮發物的濃厚大氣層，和有岩石的核心，其總半徑在1.7至3.9地球半徑。
已知最小的系外行星，可能是一顆氣態行星克卜勒138d，它的質量大約是地球的60%，因此這顯示它有著濃厚的大氣層。
一顆低質量的氣態巨行星如果有適宜的溫度，仍然可以有類似氣態巨行星的半徑。

## 分類
理論上，氣態巨行星可以按其建模的大氣物理特性，從其外觀分為五類：（I）氨雲、（II）水雲、（III）無雲、（IV）鹼金屬、和（V）矽雲。木星和土星都是第I類；熱木星是IV或V。